# Hans-Heino Ewers
Hans-Heino Ewers (* 31. Mai 1949 in Peckelsheim) ist ein deutscher Germanist.
1967 begann er an den Universitäten zu Köln, Bonn und Frankfurt/Main Germanistik, Philosophie und Politologie zu studieren. Nach seinem Abschluss in Frankfurt als Magister Artium 1973 wurde er ebendort 1976 promoviert.
Von 1978 bis 1984 war er Wissenschaftlicher Assistent am Lehrstuhl von Theodor Brüggemann, wo er an dessen Projekt zur Geschichte der Kinder- und Jugendliteratur des späten 18. Jahrhunderts mitarbeitete.
1984 gehörte er zu den Gründern der „Arbeitsgemeinschaft für Kinder- und Jugendliteraturforschung“ (heute: Gesellschaft für Kinder- und Jugendliteraturforschung, GKJF) und wechselte zum Lehrstuhl von Kurt Wölfel an die Universität Bonn, wo er sich 1985 habilitierte. 1988 wurde er zum Oberassistenten ernannt und folgte 1989 dem Ruf auf eine Professur für germanistische Literaturwissenschaft  an der Johann Wolfgang Goethe-Universität. Seit 2015 hält er ebenda eine Seniorprofessur im Fachbereich Erziehungswissenschaften inne.

## Engagements
- Mitglied der Fachjury für den Kinder- und Jugendtheaterpreis Karfunkel der Stadt Frankfurt am Main